# Phela
Phela, eigentlich Raphaela Beer (* 1989 in Falkenberg), ist eine deutsche Liedermacherin und Geigerin.

## Leben
Raphaela Beer ist die Tochter des Künstlers und Musikers Jeff Beer und wuchs auf einem Fluxus-Bauernhof in Falkenberg-Gumpen im Kreis Tirschenreuth auf. Als Kind lernte sie das Geigenspiel, um ihre zwei Jahre ältere Schwester am Klavier begleiten zu können. Sie startete in ihren Jugendjahren eine Karriere als klassische Geigerin.
Im Jahr 2007 trat sie als 17-Jährige an der Geige erstmals gemeinsam mit ihrem Vater am Klavier im Oberpfälzer Künstlerhaus (Kebbel Villa in Schwandorf-Fronberg) auf. Mit ihrer ersten Band Crystal Ocean Shore veröffentlichte sie 2010 und 2011 zwei CDs beim bayerischen Label Hawkhill Records, auf denen sie in englischer Sprache singt. Sie gewann Wettbewerbe und Preise, bevor sie diese Karriere abbrach und vorübergehend nach Paris zog. Zurück in Deutschland begann sie in Hannover ein Musikstudium, bevor sie nach Berlin zog. Dort lernte sie Cecil Remmler, Marek Pompetzki und Paul Neumann kennen, die gemeinsam die Numarek Studios im Stadtteil Kreuzberg betreiben. Mit ihnen nahm Phela den Song Lavendel auf. Raphaela Beer beteiligte sich als Geigerin an der EP Sticks & Stones (2013) von Steffen Linck, die 2013 veröffentlicht wurde. Im selben Jahr veröffentlichte die Hannoveranerin Natascha Bell ihre EP Unique über Artist Station Records, an der Raphaela Beer ebenfalls als Geigerin beteiligt war.
Im Februar 2015 war sie als Support für den deutschen Singer-Songwriter Max Prosa unterwegs. Am 15. Mai 2015 spielte Phela als Support der Alin Coen Band in Augsburg. Im August 2015 spielte Phela als Support von Andreas Bourani. Am 16. September 2015 trat sie mit dem Titel Wieder alleine im ZDF-Morgenmagazin und am 31. Oktober 2015 in der Sendung Inas Nacht auf. Ihr Debütalbum Seite 24 (Arbeitstitel Alles auf Anfang) erschien am 18. September 2015 über Sony Music Entertainment. Vorab wurde die Single Wieder Alleine veröffentlicht. Im November 2015 ging sie als Support von Philipp Poisel auf Tour.

## Diskografie
- 2015: Wieder Alleine (Single; Columbia Records/Sony Music Entertainment)
- 2015: Seite 24 (Album; Columbia Records/Sony Music Entertainment)
- 2019: Wegweiser (Album)